# Josep Moragull
Josep Moragull fou un militar austriacista que lluità al setge de Barcelona durant la Guerra dels catalans (1713-1714) amb el grau de brigadier (tot i que després desertà).
Va néixer a Vic durant la segona meitat del segle xvii. Va prendre part en l'alçament vigatà de la primavera del 1705. A finals de juliol va lluitar en la batalla del Congost juntament amb els altres capitostos vigatans. Com els seus compatriotes vigatans, va participar en el setge austriacista de Barcelona.
Coronat l'arxiduc Carles com a rei, aquest va crear el Regiment de Reials Guàrdies Catalanes, el qual va honorar tots aquells vigatans que des del primer moment s'havien alçat a favor seu. Josep Moragull va ser nomenat capità del regiment amb grau de coronel. Va participar en les Corts presidides pel rei Carles, qui el va elevar a la dignitat de cavaller el 8 de febrer de 1706.
La primavera del 1706 el capità Moragull va participar en la defensa de Barcelona durant el setge borbònic de Felip V. Va ésser ferit en combat el 21 d'abril mentre defensava el baluard de la Llengua de Bou del castell de Montjuïc, juntament amb altres destacats capitostos vigatans.
L'estiu del 1713 Josep Moragull va ser nomenat brigadier. En aquest nomenament va tindre un paper destacat el seu amic Josep Anton Martí, general de batalla, que va demanar al govern que es creés un regiment de cavalleria a les ordres de Josep Moragull i, com que no es va poder crear, se'l va recompensar amb el càrrec de brigadier, que no existia en les Reials Ordenances de Carles III.
L'octubre del 1713, durant el setge de Barcelona, el brigadier Moragull va sortir amb alguns oficials i amb la tropa a reconèixer el sector de la Verge del Port. Els exèrcits borbònics els dispararen des de la masia fortificada de Can Navarro, però el coronel Molins de fusellers i la Companyia d'Estudiants de la Coronela els reforçaren. El combat va permetre a les tropes catalanes ocupar la Casa de la Mercè, de la qual desallotjaren els borbònics.
El 19 de maig de 1714 va participar en un consell de guerra de Barcelona i el dia 13 de juliol dirigia el cos de reserva de la dreta durant l'atac a la primera paral·lela borbònica. Al cap de tres dies, la nit del 16 al 17 de juliol de 1714, Josep Moragull, el general Josep Anton Martí i els seus respectius germans, entre altres oficials, desertaven de l'exèrcit de resistència.
L'herència de Josep Moragull passaria al seu fill primogènit, Joan Francesc Moragull.